# 本門佛立宗
本門佛立宗（ほんもんぶつりゅうしゅう）是長松清風（日扇）開創，以日蓮為宗祖的法華系佛教之一派。作為獨立宗派時日尚淺，有時也被分類為新宗教。

## 開祖
- 長松清風（日扇）

## 大本山
- 宥清寺（京都市）
- 由緒寺院：誕生寺（京都市）、長松寺（京都市）、佛立寺（大津市）、義天寺（守口市）。

## 沿革
- 1857年（安政4年） - 在本門法華宗内部開創本門佛立講，為其前身。
- 1869年（明治2年） - 從本門法華宗接收宥清寺。
- 1941年（昭和16年） - 宗教團体法施行，本門法華宗、本妙法華宗、法華宗合同，稱為法華宗。
- 1946年（昭和21年） - 從法華宗脫離，稱為本門佛立宗。

## 關連項目
- 三途成不論爭

## 外部連結
- 本門佛立宗 （页面存档备份，存于）
- 本山宥清寺 （页面存档备份，存于）